# Yamaha SL
Yamaha SL var den första serien av snöskotrar som gjordes av Yamaha Motor Company. Den första snöskotern i serien SL var SL350 och mottogs inte med goda ögon i Kanada, där någon sade att det inte är en snöskoter, utan att det är en plog. Motorn var en 350 cm3 luftkyld tvåtaktare som man tagit från en motorcykel. Effekten var hela 27 hk. 
Med de dåliga vitsorden skapade man uppföljaren Yamaha SL351 som enbart gjordes under året 1968, SL350 och SL351 är till det yttre väldigt lika men många förbättringar var gjorda, till exempel hade man byggt in en viss instabilitet i SL351:an.
Yamaha hade även en modell av SL för Europa. Den hette SL350 Europa. Skillnaden mellan den och den amerikanska var att europamodellen hade dubbla frontlysen.

## SL-serien år från år
1968 introducerades modellen SL351
1969 introducerades två nya maskiner i SL-serien nämligen SL338 och SL396. Båda maskinerna hade tvåcylindriga luftkylda tvåtaktare med 338 cm3 respektive 396 cm3 motorer. Yamaha släpper också två modeller för Europa, SL351 Europe och S350 Europe. Båda har samma 348 cm3 motor som utvecklar 23 hk vid 6000 rpm. S350-modellen är 20 kg tyngre och väger 165 kg.
1970 gjordes två modeller SL338 och SL396. Den större 396:an utvecklade 27 hk och den mindre 24 hk.  Motorn i SL396 kom också att användas i 1970 års modell av Yamaha SW396.
1971 gjorde två modeller i SL-serien, modellerna var SL292 och SL338B. Effektuttaget var oförändrat it SL338:an och den nya SL292 hade en encylindrig motor på 20 hk.
1972 kom ytterligare en snöskotrer i SL-serien och det var SL433 som hade en luftkyld tvåtaktare.  SL292C kom i sin sista version 1973 och hette då SL292B men Yamaha tillverkade även 292 och 292A under 1972. SL433 kom att tillverkas fram till 1974. Anm. enligt Yamaha fanns SL433 med i modellprogrammet detta år medan broschyrer från samma år inte presenterar snöskotern. Det är alltså oklart om denna snöskoter presenterades detta år.
1973 presenterades SL292C, SL338D och SL433B. Snöskotrarna hade fått ett modernare utseende. 433 cm3 utvecklade 30 hk vid 5500 varv i övrigt var motorerna i de mindre snöskotrarna oförändrade.
1974 släpptes SL433F, nyheten var att motorn utvecklade 31 hk.
1975 tillverkades inga SL men SL433F salufördes ändå det året. Antagligen restmaskiner från året före.